# Kanál (digitální obraz)
Kanál (anglicky channel) je v oblasti rastrové počítačové grafiky názvem pro množinu obrazových bodů (pixelů) o dané bitové hloubce, tvořících souvisle vyplněnou obrazovou plochu (rastr). Rastrový obraz může být tvořen nejméně jedním kanálem, složeným z pixelů (standardně 1-8bit, řidčeji také 12-16bit), jejichž bitová hloubka definuje maximální počet odstínů kanálu, celkovým počtem kanálů je definováno maximum barev jednoho obrazu (komplexní údaj o bitové hloubce je dán součtem bitových hloubek na každý kanál). Např. standardní 24bitový rastrový obraz barvového prostoru RGB je definován 3 kanály (R=red, G=green, B=blue) po 8 bitech/kanál a obraz tedy může obsahovat informaci o maximálně (28)3 (= 16.777.216) různých barvách, z nichž každé jedné může nabýt každý jeden z pixelů (elementární nosná jednotka rastrové obrazové informace), jimiž je obraz tvořen.
Specifickým druhem popisu rastrového obrazu jsou tzv. indexové (také indexované nebo konkrétní) barvy, které díky odlišné filozofii barvové definice vystačí s 2bitovou až 8bitovou hloubkou - maximální počet barev (nikoli výhradně odstínů!) je tedy 28 (= 256) a každá je popsána údajem v tabulce barev konkrétního obrazu (odtud "index"). Jednoduchou redefinicí určité barvové položky v tabulce barev lze pak v jediném kroku změnit veškeré pixely obrazu, které danou barvu nesou, a modifikovat tak celkový barevný výraz nebo kontrast obrazu, či lze jednu z barev v indexu vyhradit pro informaci o transparenci obrazu (zejména populární grafický datový formát GIF). Oproti výhodě této v principu jednoduché a ve výsledku značně úsporné datové struktury je nevýhodou její naprostá nevhodnost pro předtiskovou přípravu, neboť díky omezené barvové škále zpravidla vylučuje potřebné přepočtové operace při převzorkování, neumožňuje plnohodnotnou retuš a často také nezahrnuje dostatečnou informaci o rozlišení, která - zatímco např. u webové grafiky bývá podružná - v prepressu patří ke zdaleka nejdůležitějším.
Častou laickou či začátečnickou chybou bývá prosté zaměňování funkce kanálu za funkci vrstvy (angl. layer). Je třeba chápat, že vedle základní vrstvy (tzv. pozadí, angl. background) musí případná každá další vrstva nést znovu nejméně týž počet kanálů (plus případný maskovací kanál), z čehož vyvěrají podstatně vyšší nároky jak na výkon systému při zpracování obrazu, tak na úložný diskový prostor při jeho archivaci.